# Добромишль (Холмський повіт)
Добромишль (пол. Dobromyśl, Добромисль) — село в Польщі, у гміні Селище Холмського повіту Люблінського воєводства. Населення — 81 особа (2011).

## Історія
1777 року вперше згадується церква в селі.
За даними етнографічної експедиції 1869—1870 років під керівництвом Павла Чубинського, у селі здебільшого проживали греко-католики, які розмовляли українською мовою.
У липні-серпні 1938 року польська влада в рамках великої акції руйнування українських храмів на Холмщині і Підляшші знищила місцеву православну церкву.
У 1975—1998 роках село належало до Холмського воєводства.

## Демографія
Демографічна структура станом на 31 березня 2011 року:
|          | Загалом | Допрацездатний вік | Працездатний вік | Постпрацездатний вік |
| -------- | ------- | ------------------ | ---------------- | -------------------- |
| Чоловіки | 42      | 5                  | 30               | 7                    |
| Жінки    | 39      | 2                  | 22               | 15                   |
| Разом    | 81      | 7                  | 52               | 22                   |